# Гранвілл (Північна Дакота)
Гранвілл (англ. Granville) — місто (англ. city) в США, в окрузі Макгенрі штату Північна Дакота. Населення — 240 осіб (2020).

## Географія
Гранвілл розташований за координатами 48°16′0″ пн. ш. 100°50′41″ зх. д. / 48.26667° пн. ш. 100.84472° зх. д. (48.266588, -100.844663).  За даними Бюро перепису населення США в 2010 році місто мало площу 0,72 км², з яких 0,71 км² — суходіл та 0,00 км² — водойми. В 2017 році площа становила 0,83 км², з яких 0,82 км² — суходіл та 0,01 км² — водойми.

## Демографія
Згідно з переписом 2010 року, у місті мешкала 241 особа в 109 домогосподарствах у складі 65 родин. Густота населення становила 337 осіб/км².  Було 135 помешкань (189/км²).
Расовий склад населення:
| - 97,1 % — білих - 1,2 % — корінних американців - 0,4 % — азіатів |

До двох чи більше рас належало 1,2 %. Частка іспаномовних становила 3,3 % від усіх жителів.
За віковим діапазоном населення розподілялося таким чином: 21,6 % — особи молодші 18 років, 58,5 % — особи у віці 18—64 років, 19,9 % — особи у віці 65 років та старші. Медіана віку мешканця становила 44,3 року. На 100 осіб жіночої статі у місті припадало 100,8 чоловіків;  на 100 жінок у віці від 18 років та старших — 96,9 чоловіків також старших 18 років.
Середній дохід на одне домашнє господарство  становив 59 661 долар США (медіана — 60 536), а середній дохід на одну сім'ю — 70 995 доларів (медіана — 76 786). За межею бідності перебувало 6,8 % осіб, у тому числі 6,3 % дітей у віці до 18 років та 0,0 % осіб у віці 65 років та старших.
Цивільне працевлаштоване населення становило 158 осіб. Основні галузі зайнятості: будівництво — 14,6 %, роздрібна торгівля — 13,3 %, освіта, охорона здоров'я та соціальна допомога — 13,3 %.